# Charo

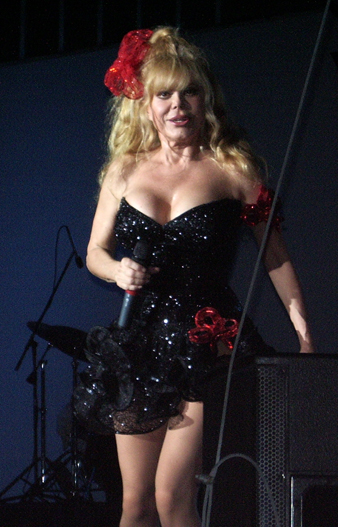
Charo (2004)

Charo (* 13. März 1941 oder 1951 in Murcia, Spanien; eigentlicher Name María Rosario Pilar Martínez Molina Baeza) ist eine US-amerikanische Sängerin, Schauspielerin und Flamenco-Gitarristin.

## Karriere
Charo erlernte das Spiel der klassischen Flamenco-Gitarre bei Andrés Segovia und wurde später zweifach im Magazin Guitar Player als „Bester Flamenco-Gitarrist“ ausgezeichnet. 1966 heiratete sie den 66 Jahre alten Orchesterleiter Xavier Cugat, der sie mit in die USA nahm. Zunächst trat sie zusammen mit dem Orchester ihres Mannes in New York City und Las Vegas auf. Ab Mitte der 1960er Jahre begann sie mit Auftritten in US-amerikanischen Unterhaltungsshows.
Nach den offiziellen spanischen Geburtsdokumenten wurde Charo bereits 1941 geboren. Die Angelegenheit landete schließlich 1977 vor einem US-amerikanischen Gericht. Sie gab an, ihr Alter falsch angegeben zu haben, um damals 15-jährig den viel älteren Cugat legal heiraten zu können. Letztlich wurde 1951 nach Beeidigung ihrer Eltern als Geburtsjahr beglaubigt. Nachdem sie 1977 die US-amerikanische Staatsbürgerschaft erlangt hatte, ließ sie sich von Cugat scheiden.
In den 1970er Jahren hatte sie wie auch Frank Sinatra, Ray Charles und Dean Martin ihre eigenen Shows in Las Vegas. Charo trat in dieser Zeit in den verschiedensten TV-Formaten auf, zu Gastrollen in Serien wie Love Boat und Fantasy Island kamen Auftritte in zahlreichen Talkshows, darunter allein 16 bei Johnny Carsons Tonight Show. Hier fiel sie durch ihre lebhafte Persönlichkeit, ihren starken spanischen Akzent und den Ausspruch Cuchi-Cuchi auf, der zu ihrem Markenzeichen wurde. Außerdem wählte Charo diesen auch für ihr erstes Album aus, das 1977 bei dem Disco-Label Salsoul erschien und mit dem Salsoul Orchestra eingespielt wurde. Das Album erreichte Platz 123 der US-amerikanischen Charts. Der Song Dance a Little Bit Closer entwickelte sie zum Hit in den amerikanischen Disco-Charts (Platz 18) und platzierte sich auch auf Platz 44 in Großbritannien. Charo nahm noch bis Anfang der 1980er Jahre Disco-Platten auf, Olé Olé (1978) und Stay With Me (1979) waren ebenfalls in den entsprechenden Charts erfolgreich. Darüber hinaus nahm sie den Titelsong der TV-Serie Love Boat im Disco-Sound und 1981 die ABBA-Ballade Chiquitita auf.
Während der 1980er Jahre zog sich Charo weitgehend aus dem Showgeschäft zurück und zog nach Hawaii. Sie trat jedoch weiterhin gelegentlich in Fernsehshows wie The New Hollywood Squares auf. Erst Ende der 1990er Jahre trat sie wieder häufiger in Erscheinung, unter anderem in Werbekampagnen für Sprint Nextel und Geico. 2004 war sie in der Reality-Show The Surreal Life zu sehen.
2008 veröffentlichte sie die Single España Cañi, die es im Juni 2011 bis auf Platz 24 in den US-amerikanischen Dance Club Charts brachte.
2017 nahm sie an der 24. Staffel von Dancing with the Stars teil, schied jedoch frühzeitig aus.
Im Februar 2019 beging ihr Ehemann Kjell Rasten, der an der blasenbildenden Hauterkrankung Bullöses Pemphigoid litt, Suizid. Charo und Rasten waren seit 1978 verheiratet. Die beiden haben einen gemeinsamen Sohn, Shel Rasten, der ebenfalls Musiker ist.

## Diskografie
- 1977: Cuchi-Cuchi (mit dem Salsoul Orchestra)
- 1978: Olé Olé (mit dem Salsoul Orchestra)
- 1981: Bailando con Charo
- 1994: Guitar Passion
- 1996: Blame It on the Macarena
- 1997: Gusto
- 2005: Charo and Guitar

## Filmografie (Auswahl)
- 1967: Ein Froschmann an der Angel (The Big Mouth)
- 1970: Elvis – That’s the Way It Is
- 1977: Love Boat
- 1979: Airport ’80 – Die Concorde (The Concorde… Airport '79)
- 1981: Fantasy Island
- 1988: Mond über Parador (Moon Over Parador)
- 1994: Däumeline (Thumbelina)
- 2000: Die wilden Siebziger (That '70s Show)
- 2010: Zack & Cody an Bord (The Suite Life on Deck)
- 2013: Apartment 23 (Don’t Trust the B---- in Apartment 23)
- 2017: Jane the Virgin